# Поле чудес
„Поле чудес“ е руският вариант на предаването „Колелото на късмета“.
Стартира по Първи канал на 25 октомври 1990 г. През годините водещи са Владислав Листев (1990 – 1991) и Леонид Якубович от 1991 г.